# ヨージェフ・バルセギ
ヨージェフ・バルセギ（József Várszegi、1910年9月7日 - 1977年6月12日）は、ハンガリーの陸上競技選手。1948年ロンドンオリンピックの銅メダリストである。

## 経歴
バルセギは1930年代から1950年代にかけて活躍したやり投の選手で、彼が最初に世界の舞台に登場したのは1933年の国際学生競技会であった。この大会では64m85の記録で優勝を飾っている。翌1934年の第1回のヨーロッパ選手権にも出場し、65m81で5位という成績を残している。
バルセギは、1936年ベルリンオリンピックに出場し、予選で69mを超える投てきでトップの成績で決勝にコマを進めた。しかし、決勝では、70mを超える選手が続出する中、バルセギは65m30と予選を下回る結果に終わり8位と惨敗してしまった。 
2年後の1938年のパリで開催されたヨーロッパ選手権では自己ベストとなる72m78で、フィンランドのマッティ・ヤルビネン、ユルヨ・ニッカネンに次いで銅メダルを獲得した。
バルセギは、第二次世界大戦終了後も競技を続け、1946年のヨーロッパ選手権は欠場したものの、38歳目前にして1948年のロンドンオリンピックに出場を果たす。バルセギの記録は伸びなかったものの、幸運にもただ1投だけ67m03と記録が伸び、70mを超えるスローがでない低調な争いという幸運も重なって、銅メダルを獲得した。
バルセギは、4年後の1952年ヘルシンキオリンピックにも出場しているが、予選を突破することなく敗れている。

## 主な実績
| 年   | 大会                 | 場所                     | 種目   | 結果      | 記録  |
| ---- | -------------------- | ------------------------ | ------ | --------- | ----- |
| 1935 | ヨーロッパ陸上選手権 | トリノ(イタリア)         | やり投 | 5位       | 65m81 |
| 1936 | オリンピック         | ベルリン(ドイツ)         | やり投 | 8位       | 65m30 |
| 1938 | ヨーロッパ陸上選手権 | パリ(フランス)           | やり投 | 3位       | 72m78 |
| 1948 | オリンピック         | ロンドン(イギリス)       | やり投 | 3位       | 67m03 |
| 1952 | オリンピック         | ヘルシンキ(フィンランド) | やり投 | 12位（h） | 56m82 |

- hは予選